# 沃本 (明尼蘇達州)
沃本（英語：Waubun）是一個位於美國明尼蘇達州馬諾門縣的城市。

## 人口
根據2020年美國人口普查的數據，沃本的面積為1.33平方千米，皆為陸地。當地共有人口409人，而人口密度為每平方千米308人。